# 齊武公
齊武公（？—前825年），姜姓，名壽，齊獻公之子，前850年—前825年在位。二十六年齊武公卒，子厲公無忌即位。武公十年（前841年）是為“庚申西周共和元年”，自該年起中國歷史始有準確紀年。於此之前，諸侯年代錯亂。